# ادامارو
ادامارو (به انگلیسی: Adamaru) در هند است که در کارناتاکا واقع شده‌است.